# Iwanówka (obwód lwowski)
Iwanówka, Janczyn (ukr. Іванівка, Iwaniwka) – wieś na Ukrainie, w rejonie lwowskim (wcześniej w rejonie przemyślańskim) obwodu lwowskiego. W 2001 roku liczyła 535 mieszkańców.

## Historia
Miejscowość została założona w XV wieku. Właścicielem wsi był m.in. Józef Słonecki. W II Rzeczypospolitej miejscowość była siedzibą gminy wiejskiej Janczyn w powiecie przemyślańskim województwa tarnopolskiego.
W 1921 wieś liczyła 255 zagród i 1525 mieszkańców, w tym 1334 Ukraińców, 96 Polaków i 95 Żydów. W 1931 gospodarstw było 305 a mieszkańców 1720.
We wsi urodził się hrabia Henryk Jakób Dunin-Borkowski (1798–1847)Henryk Jakub hr. Dunin-Borkowski z Borkowic h. Łabędź (ID: 2.57.274).